# Szymon Pękala
Szymon Pękala vel Pekalides (ur. ok. 1567, zm. po 1601) – poeta polsko-łaciński z XVI wieku. Syn rajcy miasta Olkusza Tobiasza Pękali i Anny Starcinowskiej. W 1585 roku zapisał się na Akademię Krakowską. Twórca m.in. dzieła pt. „De bello Ostriogiano”. Pekalides znalazłszy się w kręgu mieszkańców Ostroga „stał się Rusinem” („Ruthenus factus”).